# English Open
O English Open foi um torneio masculino de golfe que se disputava anualmente entre 1979 e 2002. Fazia parte do calendário anual do circuito europeu da PGA entre 1988 e 2002. O norte-irlandês Darren Clarke é o maior vencedor do torneio, tendo conquistado o título três vezes, à frente do inglês Mark James, que detém dois títulos.

## Campeões

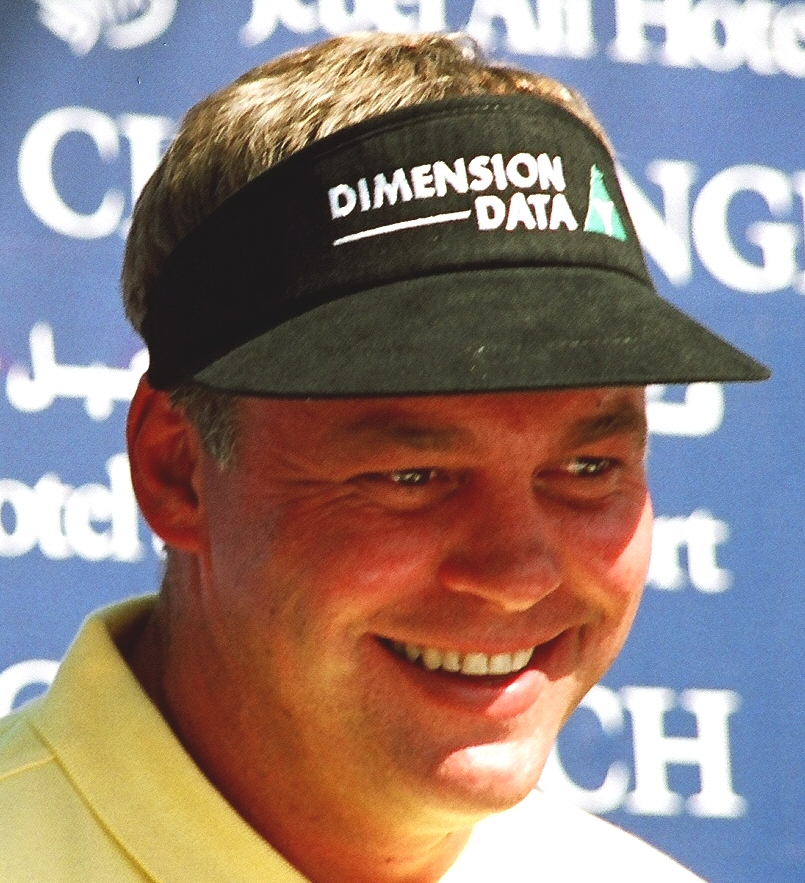
Darren Clarke conquistou três títulos do torneio, em 1999, 2000 e 2002.

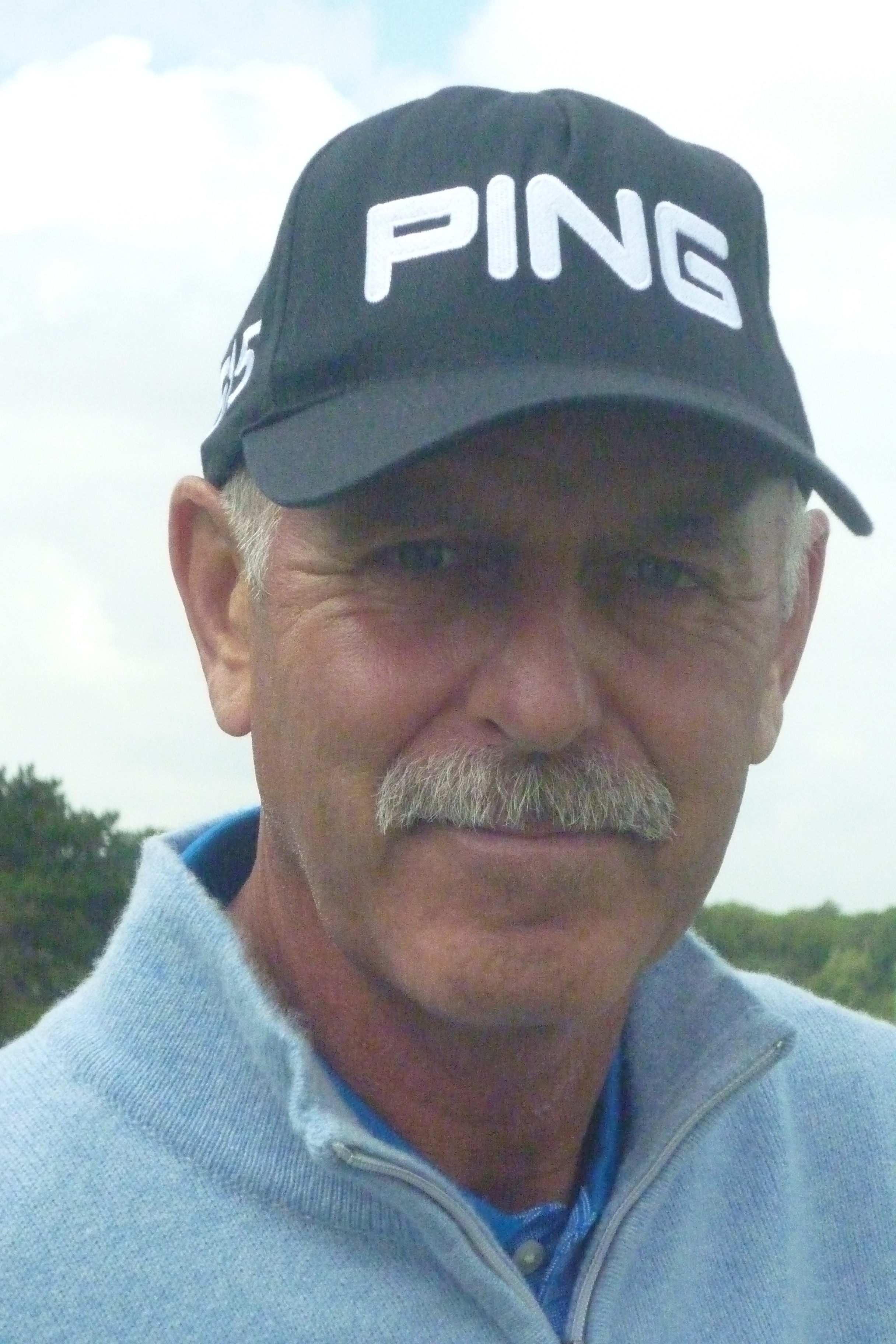
Mark James é o segundo maior vencedor, tendo conquistado o título em 1989 e 1990.

| Ano                              | Campeão                    | País                       | Pontuação                  | Par                        | Margem de vitória          | Vice-campeão(ões)                     |
| Compass Group English Open       | Compass Group English Open | Compass Group English Open | Compass Group English Open | Compass Group English Open | Compass Group English Open | Compass Group English Open            |
| -------------------------------- | -------------------------- | -------------------------- | -------------------------- | -------------------------- | -------------------------- | ------------------------------------- |
| 2002                             | Darren Clarke (3)          | Irlanda do Norte           | 271                        | −17                        | 3 tacadas                  | Søren Hansen                          |
| 2001                             | Peter O'Malley             | Austrália                  | 275                        | −13                        | 1 tacada                   | Raphaël Jacquelin                     |
| 2000                             | Darren Clarke (2)          | Irlanda do Norte           | 275                        | −13                        | 1 tacada                   | Michael Campbell Mark James           |
| 1999                             | Darren Clarke              | Irlanda do Norte           | 268                        | −20                        | 2 tacadas                  | John Bickerton                        |
| National Car Rental English Open |                            |                            |                            |                            |                            |                                       |
| 1998                             | Lee Westwood               | Inglaterra                 | 271                        | −17                        | 2 tacadas                  | Greg Chalmers Olle Karlsson           |
| Alamo English Open               |                            |                            |                            |                            |                            |                                       |
| 1997                             | Per-Ulrik Johansson        | Suécia                     | 269                        | −19                        | 2 tacadas                  | Dennis Edlund                         |
| 1996                             | Robert Allenby             | Austrália                  | 278                        | −10                        | 1 tacada                   | Ross McFarlane Colin Montgomerie      |
| Murphy's English Open            |                            |                            |                            |                            |                            |                                       |
| 1995                             | Philip Walton              | Irlanda                    | 274                        | −14                        | Playoff                    | Colin Montgomerie                     |
| 1994                             | Colin Montgomerie          | Escócia                    | 274                        | −14                        | 1 tacada                   | Barry Lane                            |
| 1993                             | Ian Woosnam                | País de Gales              | 269                        | −19                        | 2 tacadas                  | Costantino Rocca                      |
| 1992                             | Vicente Fernández          | Argentina                  | 283                        | −5                         | 1 tacadas                  | Per-Ulrik Johansson Fredrik Lindgren  |
| NM English Open                  |                            |                            |                            |                            |                            |                                       |
| 1991                             | David Gilford              | Inglaterra                 | 278                        | −10                        | 2 tacadas                  | Roger Chapman                         |
| 1990                             | Mark James (2)             | Inglaterra                 | 284                        | −4                         | Playoff                    | Sam Torrance                          |
| 1989                             | Mark James                 | Inglaterra                 | 279                        | −9                         | 1 tacada                   | Eamonn Darcy Craig Parry Sam Torrance |
| English Open                     |                            |                            |                            |                            |                            |                                       |
| 1988                             | Howard Clark               | Inglaterra                 | 279                        | −9                         | 3 tacadas                  | Peter Baker                           |
| 1984–87: Não houve torneio       |                            |                            |                            |                            |                            |                                       |
| State Express English Classic    |                            |                            |                            |                            |                            |                                       |
| 1983                             | Hugh Baiocchi              | África do Sul              | 279                        | −9                         | Playoff                    | Eamonn Darcy Mike Sullivan            |
| 1982                             | Greg Norman                | Austrália                  | 279                        | −13                        | 1 tacada                   | Brian Marchbank                       |
| 1981                             | Rodger Davis               | Austrália                  | 283                        | −5                         | 2 tacadas                  | Greg Norman                           |
| Mazda Cars English Classic       |                            |                            |                            |                            |                            |                                       |
| 1980                             | Manuel Piñero              | Espanha                    | 286                        | −2                         | 1 tacadas                  | Sandy Lyle                            |
| Lada English Golf Classic        |                            |                            |                            |                            |                            |                                       |
| 1979                             | Seve Ballesteros           | Espanha                    | 286                        | −2                         | 6 tacadas                  | Neil Coles Simon Hobday               |